# Kofferen
Kofferen is een plaats in de Duitse gemeente Linnich, deelstaat Noordrijn-Westfalen, en telt 397 inwoners (2011).